# Frédéric St-Denis
Frédéric St-Denis, född 23 januari 1986, är en kanadensisk professionell ishockeyspelare som spelar för Columbus Blue Jackets i NHL. Han har tidigare representerat Montreal Canadiens.
Han blev aldrig draftad av något lag.